# 鄧肯蘭奇科勒尼
鄧肯蘭奇科勒尼（英語：Duncan Ranch Colony）是位於美國蒙大拿州惠特蘭縣的普查規定居民點。

## 人口
根據2020年美國人口普查的數據，鄧肯蘭奇科勒尼的面積為1.57平方千米，皆為陸地。當地共有人口7人，而人口密度為每平方千米4.46人。